# 필요악
필요악(必要惡, 라틴어: malum necessarium, 영어: necessary evil)은 원칙적으로 실제적으로는 해를 끼치는 존재임에도 불구하고, 원하는 결과를 얻기 위해 사용하는 것이나 사람을 말한다.  차악은 좋은 것이 없이 나쁜 것만 존재하며 그 가장 나쁜 것을 선택하지 않기 위해 덜 나쁜 것을 선택하는 것이지만, 필요악은 다른 방법이 없을 때 할 수 없이 사용할 수 밖에 없는 상황을 대처하기 위해 사용하는 현실을 개탄하며 보통 사용한다.  데시데리위스 에라스뮈스는 그의 <격언집>에서 'malum necessarium'(필요악)이라는 라틴어 표현을 사용하였다.

## 같이 보기
- 차악